# Ludwik X Kłótliwy
Ludwik X Kłótliwy, fr. Louis X le Hutin (ur. 4 października 1289, zm. 5 czerwca 1316) – hrabia Szampanii i król Nawarry od 1305 do 1316 (jako Ludwik I) oraz król Francji w latach 1314–1316. Pochodził z dynastii Kapetyngów, był najstarszym synem Filipa IV Pięknego i Joanny I z Nawarry.

## Pochodzenie
Urodził się 4 października 1289 jako drugie dziecko króla Francji Filipa Pięknego i królowej Nawarry Joanny I. Jego rodzice pobrali się w 1284, jeszcze przed objęciem przez Filipa Pięknego tronu Francji; Joanna jako jedyna córka Henryka Grubego od 1274 była królową Nawarry. Ludwik miał 6 rodzeństwa, jednak wieku dojrzałego dożyli tylko dwaj bracia: Filip i Karol oraz siostra Izabela.

## Rządy
Po śmierci matki w 1305 roku odziedziczył Nawarrę, jednak został koronowany 2 lata później. W 1313 r. wraz z braćmi otrzymał pas rycerski. 29 listopada 1314 r. w wieku 46 lat zmarł Filip Piękny, a Ludwik został następnym królem Francji.
Młody król był pod dużym wpływem stryja Karola Walezjusza, który za pomocą bratanka mścił się na swoich wrogach, m.in. doprowadzając do skazania na śmierć Enguerranda de Marigny’ego.
W ciągu krótkiego okresu panowania Ludwika mocno zachwiała się konstrukcja silnego feudalnego królestwa Kapetyngów, jakie zbudował Filip IV. Na skutek anomalii pogodowych w latach 1315–1316 zebrano we Francji bardzo złe plony w rolnictwie. Nastąpiła szybka zwyżka cen żywności, pauperyzacja miast, głód i wzrost śmiertelności. Kryzys dotknął również rzemiosło, nastąpił wzrost rozbojów i ogólny chaos w królestwie.

## Małżeństwa

### Małgorzata Burgundzka i skandal w wieży Nesle
W 1305 poślubił kuzynkę swego ojca, 15-letnią księżniczkę burgundzką Małgorzatę (córkę Roberta II i Agnieszki Francuskiej). W kwietniu 1314 na rozkaz króla Filipa została ona aresztowana razem z pozostałymi jego synowymi. Małgorzatę i Blankę (żonę najmłodszego brata Ludwika, Karola) oskarżono o romans z braćmi d'Aunay. Rycerze na torturach wyznali, że ich romanse z Małgorzatą i Blanką trwały od 1311. Schadzki miały odbywać się w wieży Nesle. Żony Ludwika i Karola skazano na więzienie w Château-Gaillard. Joannę, żonę Filipa, uznano za winną zatajenia romansu swoich szwagierek i uwięziono na ponad pół roku w zamku Dourdan. Waltera i Filipa d'Aunay skazano na śmierć przez kastrację, obdarcie ze skóry i spalenie na stosie w Pontoise.
Według niektórych źródeł za ujawnieniem cudzołóstwa Małgorzaty i Blanki stała ich bratowa, królowa Anglii Izabela; kronikarze wskazują na intrygę uknutą przez królową polegającą na wręczeniu żonom swoich braci portfeli, które później podarowały te prezenty swoim kochankom.
Małgorzata zmarła 30 kwietnia 1315 z niewiadomych przyczyn. Powodem jej śmierci mogły być choroby spowodowane przebywaniem w ciężkich warunkach w zamku Château-Gaillard, gdzie była traktowana bardzo surowo lub uduszenie, prawdopodobnie na rozkaz męża.

### Ślub z Klemencją Węgierską
Ludwik X ponownie ożenił się w sierpniu 1315 roku z 22-letnią Klemencją Węgierską, siostrą króla Węgier Karola Roberta. Była bratanicą pierwszej żony Karola Walezjusza Małgorzaty Andegaweńskiej.

## Potomstwo
Z Małgorzatą Burgundzką miał jedną córkę:
- Joannę II Małą (ur. 28 stycznia 1312, zm. 6 października 1349), królową Nawarry od 1328[4].

Z Klemencją Węgierską miał jednego syna:
- Jana I Pogrobowca (ur. 15 listopada 1316, zm. 20 listopada 1316), króla Francji i Nawarry, który żył tylko 5 dni[1].

## Śmierć i dziedzictwo
Ludwik zmarł 5 czerwca 1316 w Vincennes z niejasnych przyczyn. O otrucie niespełna 27-letniego króla oskarżano hrabinę Mahaut d’Artois, teściową jego braci, jednak niczego jej nie udowodniono.
W swoim testamencie król ujął wdowę i dzieci powieszonego z jego rozkazu Marigny’ego.
W chwili śmierci Ludwika jego żona była w ciąży. Do czasu porodu królowej-wdowy rządy we Francji i Nawarze sprawował starszy z braci Ludwika, Filip. Klemencja urodziła syna, lecz noworodek żył tylko 5 dni. Po jego śmierci Filip odrzucił prawa do tronu swojej bratanicy Joanny, argumentując to prawem salickim oraz wykorzystując plotki o możliwym nieprawym pochodzeniu królewny ze względu na romans jej matki. Filip zmarł w styczniu 1322 nie pozostawiając męskiego potomka. Ostatnim królem z dynastii Kapetyngów został Karol IV Piękny, który również nie miał syna. Po jego śmierci w 1328 tron Francji objął syn Karola Walezjusza, Filip VI, a korona Nawarry przypadła córce Ludwika i Małgorzaty – Joannie.